# Tirsa
Tirsa – miasto w północnej Palestynie, wymieniane w Biblii. Identyfikowane ze stanowiskiem archeologicznym Tell el-Farah (północnym), 11 km na północny wschód od Nablusu.
Według Biblii zdobyte przez Jozuego (Joz 12,24). Stolica królestwa Izraela (królestwa północnego) w czasach panowania Baszy i Eliego, król Omri przeniósł stolicę do Samarii (1 Krl 16,23-24). Pieśń nad pieśniami wspomina ją jako miasto bardzo piękne (werset 6,4).
Znaleziska w Tell el-Farah sięgają czasu neolitu ceramicznego A (VI tysiąclecie p.n.e.). W okresie wczesnego brązu (3300-2000 p.n.e.) otoczone murami obronnymi, w okresie środkowego brązu (2000-1550 p.n.e.) wzmocnionymi wieżami. Z okresu środkowego brązu pochodzi również świątynia w formie prostokątnej sali z ławą przy ścianie zachodniej. Zdobyte i zniszczone podczas wyprawy faraona Ahmose do Palestyny. W okresie wczesnego żelaza (1200-1000 p.n.e.) zauważalne wpływy egipskie, a także filistyńskie. W X w. p.n.e. dostrzega się obecność kultury izraelskiej. Wspominana przez inskrypcję w świątyni w Karnaku.
Wykopaliska w Tell el-Farah prowadził W.F. Petrie w latach 1927-1929, a później Roland de Vaux w latach 1946-1960.